# Propaganda w Polskiej Rzeczypospolitej Ludowej

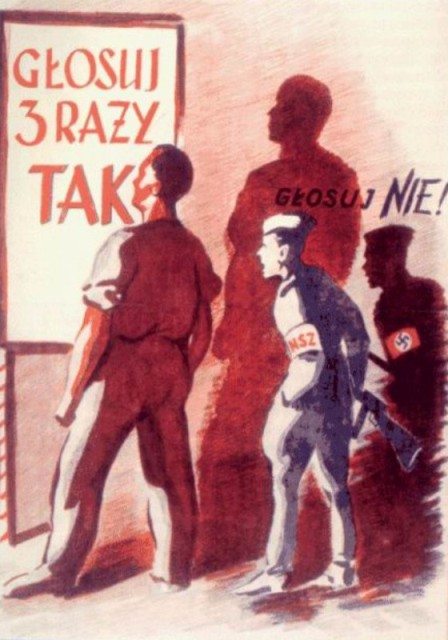
Plakat z okresu referendum ludowego przedstawiający żołnierza Narodowych Sił Zbrojnych, jako kolaboranta nazistowskiego, namawiającego do głosowania na NIE w referendum

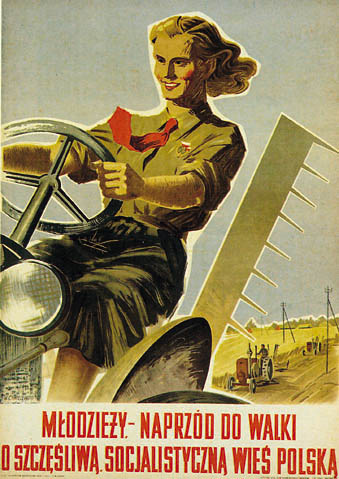
Socrealistyczny plakat propagandowy Polski Ludowej z 1951 r.

Propaganda to działania propagujące określone postawy i zachowania oraz promujące osiągnięcia danych ludzi, grup czy też ustroju. W odniesieniu do Polski Ludowej występowała od 1945 do 1989 r., czyli przez cały okres jej istnienia. Wzorowana była na propagandzie radzieckiej. Miała kluczowe znaczenie w sferze polityki, życia społecznego, gospodarczego i kulturalnego – stanowiła obok innych działań główny instrument władzy państwowej w Polsce. Propaganda PRL oprócz wpływu na treść przekazu informacyjnego, miała za zadania kształtowanie postaw jednostek i zwalczanie propagandy kościelnej i języka codziennego. Jej celami były: takie ukształtowanie postaw społeczeństwa, aby podlegało samokontroli (bez udziału służb bezpieczeństwa), wychowanie społeczeństwa w uwielbieniu dla władzy (którą ukazywano jako spełnienie procesu dziejowego i najwyższy cel marzeń) – przy jednoczesnej nienawiści do wszystkiego, co od ówczesnej władzy państwowej nie pochodziło lub uniemożliwiało jej ogarnięcie całości życia społecznego. Ci, którzy nie ulegali propagandzie, traktowani byli na równi z wrogami i zastraszani siłą władzy, która „wszystko wie i wszystko przewidziała”.

## Ogólne trendy propagandowe
Propaganda w PRL była sterowana centralnie. Nad całością polityki propagandowej czuwał w latach 1944–1945 Resort Informacji i Propagandy, będący jednym z efektów Manifestu PKWN, przemianowany w 1945 na Ministerstwo Informacji i Propagandy. Po 1948 część struktur państwowych przeniesiono do Polskiej Zjednoczonej Partii Robotniczej, gdzie działał pion ideologiczno-propagandowy. Opracowywał on podstawowe założenia polityki propagandowej, a także poszczególne kampanie. Częścią machiny propagandowej w PRL była cenzura, której centralą był Główny Urząd Kontroli Prasy, Publikacji i Widowisk.
Propaganda PRL była powtórzeniem komunistycznej propagandy sowieckiego ZSRR, stanowiąc jej lokalną, polską wersję. Środki tej propagandy były bardzo zróżnicowane, jednak wspólnym ich celem było wtłaczanie w świadomość jednostki przekonania o wielkości systemu socjalistycznego i nędzy jego przeciwników (w szczególności państw kapitalistycznych) – nieustannie powtarzano o sukcesach Kraju Rad, tj. Związku Radzieckiego oraz krajów demokracji ludowej, jednocześnie informując o klęskach krajów kapitalistycznych i imperialistycznych.

## Propaganda sukcesu
Polityka informacyjna dzieliła się na propagandę sukcesu i dezinformację. Choć propagandę sukcesu tradycyjnie łączy się z rządami Edwarda Gierka, występowała ona od początku istnienia ustroju w Polsce; wydarzeniem zorganizowanym z myślą o propagandzie sukcesu była np. Wystawa Ziem Odzyskanych w 1948 r. Ten rodzaj propagandy wykorzystywano w sytuacjach, gdy odwołanie się do terroru było nieskuteczne; propaganda sukcesu miała pomóc odbudować zaufanie do rządu i jego polityki. Jednym z często stosowanych chwytów, by udowodnić wyższość ustroju socjalistycznego nad kapitalistycznym, było odwołanie się do okresu II Rzeczypospolitej.
W okresie rządów Gierka propaganda sukcesu przybrała na sile, a głównym jej celem było wyolbrzymianie dokonań ekipy rządzącej, oraz maskowanie niepowodzeń i porażek (zwłaszcza w sferze gospodarczej). Posługiwano się pojęciami „dynamicznego rozwoju”, „cudu gospodarczego”, „budowania drugiej Polski” itp. Od momentu upowszechnienia się telewizji na przełomie lat 60. i 70., ten środek przekazu zaczął odgrywać kluczową rolę w oddziaływaniu na społeczeństwo poprzez propagandę – głównym instrumentem władz Polski w tym zakresie stał się wówczas Dziennik Telewizyjny (DTV).

## Dezinformacja
Jednym z elementów propagandy była dezinformacja, używana zwłaszcza w okresie napięć i przesileń politycznych. Jej celem było zablokowanie dopływu informacji, bądź też spowodowanie, by trafiły w formie pożądanej dla władz. Niewygodne informacje, jeśli musiały być podane, podawano z opóźnieniem – tak było w przypadku wydarzeń poznańskich lub grudnia 1970, kiedy podanie informacji wymusiło Radio Wolna Europa. Innym sposobem było mutowanie gazet; do mieszkańców miast, w których odbywały się zamieszki, trafiały gazety z szerokim opisem wydarzeń, inne mutacje, trafiające zazwyczaj na prowincję, były pozbawione informacji. Tak było w przypadku wydarzeń z grudnia 1970, kiedy mutowano wydania „Głosu Szczecińskiego”.
Inną metodą dezinformacji była manipulacja faktami, mająca na celu umniejszyć znaczenie niekorzystnego wydarzenia. Obniżano liczbę manifestantów, podkreślano ilość zniszczeń materialnych czy też wydarzeń chuligańskich – podpaleń, kradzieży, dewastacji. Same protesty nazywano wypadkami, przypadkami, wydarzeniami. Deprecjonowano również uczestników wydarzeń, nazywając ich chuliganami, warchołami itp. Często wrogom wewnętrznym przypisywano sterowanie z zagranicy, zwłaszcza przez Amerykanów lub Radio Wolna Europa.
Dezinformacja nasiliła się zwłaszcza po 1976 r., gdy oznaki upadku polityki ekonomicznej Gierka stawały się coraz wyraźniejsze i narastały protesty robotnicze, charakterystycznym elementem propagandy stały się wiece aktywu robotniczego, na których potępiano warchołów i wichrzycieli (jak określano m.in. robotników lub ich przedstawicieli niezadowolonych z rosnących cen, pogarszającej się stopy życiowej oraz braku swobód wolności słowa). Społeczeństwu wmawiano również, iż demonstracje i protesty społeczne inspirowane są przez element przestępczy i chuliganów, oraz informowano o rzekomym masowym poparciu dla polityki PZPR i rządu, choć faktycznie ówczesna polityka władz skompromitowała się w oczach społeczeństwa.

### Przejściowe trudności gospodarcze

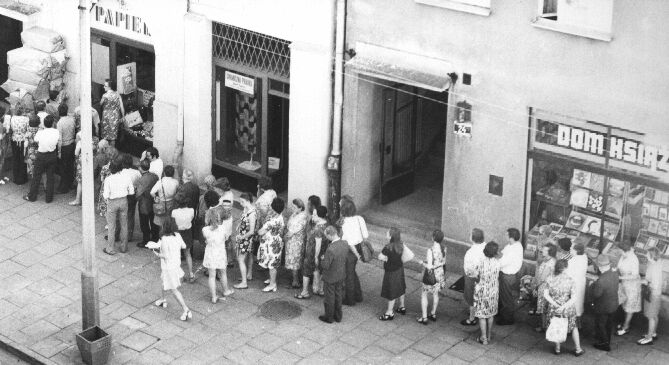
Kolejki do sklepów po podstawowe artykuły były stałym elementem krajobrazu PRL w latach 80.; na zdjęciu kolejka po papier toaletowy

Okresowo pojawiające się trudności gospodarcze, tłumaczone były przez propagandę istnieniem „wroga społecznego”, „szkodnika”, „spekulanta” lub „kułaka” itp., mających zdaniem komunistów działać na szkodę ustroju socjalistycznego. Dodatkowo w okresie do 1956 przyczyny problemów ekonomicznych i braków zaopatrzeniowych wyjaśniano społeczeństwu nieweryfikowalnymi i nieudowodnionymi informacjami, mającymi cechy teorii spiskowych. Działania takie miały miejsce np. wokół występujących w latach 50. plag stonki ziemniaczanej, które tłumaczone były społeczeństwu jako dywersja wrogów socjalizmu – gazeta „Trybuna Ludu” w maju 1950 poinformowała o „niesłychanej zbrodni imperialistów”, czyli rzekomym zrzuceniu dużych ilości stonki ziemniaczanej przez samoloty amerykańskie nad Bałtykiem lub polami NRD (twierdzeń tych nigdy w przekonujący sposób nie udowodniono), co według komunistów miało być główną przyczyną klęski nieurodzaju w polskim rolnictwie. 18 stycznia 1953 roku rząd PRL podjął nawet uchwałę w sprawie walki społeczeństwa ze stonką ziemniaczaną (co wraz z działaniami propagandowymi przełożyło się w pewnym stopniu na efekty jej zwalczania, nie likwidując jednak systemowych przyczyn braku efektywności socjalistycznego rolnictwa).

## Elementy propagandy

### Nowomowa
Propaganda okresu Polski Ludowej używała stereotypów (np. „socjalizm”, „władza ludowa”) oraz nasyconych uczuciowo zbitkami słownymi (np. „Kraj Rad”, „niezwyciężone idee socjalizmu”, a wobec państw nie socjalistycznych – „podżegacze wojenni” czy „pachołkowie imperializmu”). W celu wywołania określonego nastawienia do wybranych spraw posługiwano się, zgodnie z regułami psychologii społecznej, językiem emocji oraz atakowano sferę intuicji – bez racjonalnego wyjaśniania problemów. Służył tym celom również sztuczny język nowomowy, mający również znaczenie terrorystyczne.

### Inna wizja historii
Historiografia okresu socjalizmu oparta na ideologii marksistowskiej sformułowanej przez Karola Marksa, Fryderyka Engelsa i Włodzimierza Lenina kładła nacisk na klasowe podłoże konfliktów i eksponowała w historii wydarzenia z nimi związane. Z tej przyczyny prezentowała klasowy oraz internacjonalistyczny nurt historiografii upatrujący w istnieniu państw oraz narodów przeszkodę dla zaprowadzenia światowego komunizmu.
W latach PRL próbowano napisać od nowa historię Polski oraz historię społeczeństw ludzkich jako całości. Na tym tle na celowniku propagandy znalazły się ugrupowania nacjonalistyczne i antykomunistyczne, zwłaszcza Armia Krajowa – uznawana za organizację „faszystowską” i określana mianem „zaplutego karła reakcji”, oraz NSZ – których sprowadzano do rangi zwykłych bandytów, odmawiając im nawet miana wojska i żołnierzy. W okresie stalinizmu propaganda atakowała tradycje niepodległościowe, m.in. historycy Stefan Arski i Tadeusz Rek pisali o Józefie Piłsudskim, iż „głęboko sięgały korzenie zdrady i zaprzaństwa” Piłsudskiego.

### Stosunek do II Rzeczypospolitej
Propaganda komunistyczna uznawała przedwojenne rządy sanacyjne za reżim faszystowski. Przykładowo w swoich publikacjach używała terminu „polskie obozy koncentracyjne” na określenie Berezy Kartuskiej wykazując w ten sposób antydemokratyczny i represyjny charakter kapitalistycznego systemu politycznego II Rzeczypospolitej, oraz dyktatorskie zapędy Józefa Piłsudskiego.

### Kult wodza
We wczesnym okresie, aż do roku 1956 propaganda PRL miała za zadanie zaszczepienie w Polsce kultu rewolucyjnych wodzów radzieckich Włodzimierza Lenina i Józefa Stalina. W 1947 roku utworzono Muzeum Lenina w Krakowie oraz jego oddział Muzeum Lenina w Poroninie, które miały upamiętniać dwa sezony letnie w latach (1913 i 1914), które Lenin spędził w Białym Dunajcu, będąc częstym gościem w karczmie Pawła Guta-Mostowego. 7 marca 1953 władze państwowe zmieniły urzędową nazwę Katowic na Stalinogród.

## Przyjaźń z ZSRR

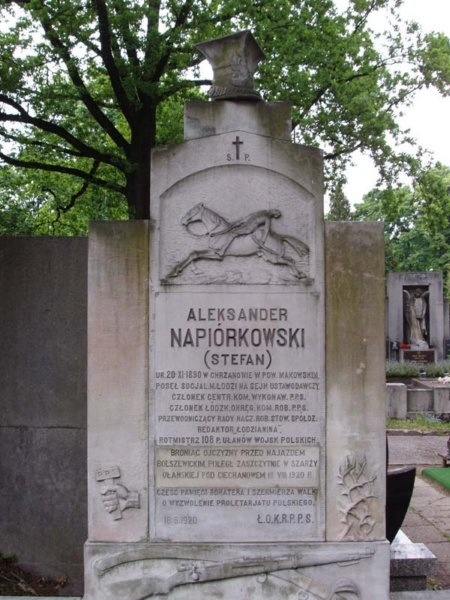
Nagrobek Aleksandra Napiórkowskiego na Cmentarzu Starym w Łodzi, z którego w 1950 roku usunięto napis o wojnie polsko-bolszewickiej

Przez cały okres Polski Ludowej, jednak z różnym nasileniem, wyraźnie podkreślano przyjaźń ze Związkiem Socjalistycznych Republik Radzieckich – obchodzono rocznice rewolucji październikowej, Armii Czerwonej, urodzin i śmierci bohaterów komunizmu, miesiące przyjaźni polsko-radzieckiej, działało Towarzystwo Przyjaźni Polsko-Radzieckiej, zamiast Świętego Mikołaja na Boże Narodzenie wprowadzono w zakładach pracy Dziadka Mroza w Nowy Rok; nauka języka rosyjskiego stała się obowiązkowym przedmiotem nauczania w szkołach podstawowych i średnich itp. Nośnikami propagandy w PRL były zarówno plakaty, wiersze, piosenki czy filmy, których przesłaniem była wielka przyjaźń polsko-radziecka, np. serial pt. „Czterej pancerni i pies”, Polska Kronika Filmowa, wspólne dla wszystkich bratnich narodów festiwale piosenek (np. Festiwal Piosenki Radzieckiej w Zielonej Górze oraz Festiwal Piosenki Żołnierskiej w Kołobrzegu) czy wzajemne odwiedziny wielkich przywódców.
Komuniści starali się również przemilczać niewygodne dla nich wydarzenia z historii Polski, a szczególnie wojnę polsko-bolszewicką, która nie współgrała z linią propagandową partii eksponującą przyjaźń polsko-radziecką. Partia propagowała przez cały okres socjalizmu ogromną popularność wśród Polaków ruchu komunistycznego w międzywojennej Polsce. Konflikt polsko-bolszewicki stanowił więc w Polsce temat tabu, który nie był eksponowany w publikacjach historycznych, a kiedy go już przedstawiano, czyniono to bardzo wstrzemięźliwie. W przestrzeni publicznej usuwano niewygodne i niepoprawne politycznie określenia upamiętniające ten konflikt między Polską a ZSRR. Przykładem może być usunięcie w 1950 roku z nagrobka Aleksandra Napiórkowskiego części inskrypcji mówiącej o śmierci podczas szarży w walce z najazdem bolszewickim; odtworzona ona została w roku 2000 staraniem Towarzystwa Opieki nad Starym Cmentarzem w Łodzi.